# Brad Inwood
Brad C. Inwood (* 13. Juni 1953 in Brockville, Ontario) ist ein kanadischer Klassischer Philologe.

## Leben
Inwood studierte Klassische Philologie und erwarb 1974 den B.A. an der Brock University, St. Catharines. 1975 folgte der M.A. an der University of Toronto, 1981 ebenda der Ph.D. Anschließend wirkte er zwei Semester lang am Klassischen Institut der Stanford University und war ab 1982 Dozent an der University of Toronto. 1986 wurde Inwood zum Associate Professor ernannt und arbeitete ab 1987 auch im Philosophischen Institut. Seit 1990 ist Inwood Full Professor. Von 2001 bis 2007 gehörte er dem Präsidium des Klassischen Instituts an.
Inwood ist seit April 1994 Mitglied der Royal Society of Canada und war 1995–96 Mitglied des American National Humanities Centre. 2000 wurde Inwood zum Canada Research Chair in Ancient Philosophy ernannt. 2004–2005 war Inwood Mitglied des Centre for Advanced Study in the Behavioural Sciences. 2019 wurde er in die American Academy of Arts and Sciences gewählt.
Inwood arbeitet zur antiken Philosophie, insbesondere zu Empedokles und zur hellenistischen Philosophie (Stoizismus, Seneca, Epikur).

## Schriften
- Ethics and Human Action in Early Stoicism. Oxford University Press, 1985
- Hellenistic Philosophy: Introductory Readings, mit Lloyd Gerson (Hackett, 1988; zweite, erweiterte Auflage 1997)
- The Poem of Empedocles, University of Toronto Press, 1992; zweite, verbesserte Auflage 2001.
- The Epicurus Reader, with Lloyd Gerson and Douglas Hutchinson (Hackett 1994)
- Hrsg.: Assent and Argument: Studies in Cicero’s Academic Books. Mitherausgeber Jaap Mansfeld (Brill, 1997)
- Hrsg.: The Cambridge Companion to the Stoics, (Cambridge University Press, 2003)
- Hrsg.: Hellenistic and Early Modern Philosophy, Mitherausgeber Jon Miller (Cambridge University Press, 2003)
- Hrsg.: Language and Learning (proceedings of the 2001 Symposium Hellenisticum) Mitherausgeber Dorothea Frede (Cambridge University Press 2005)
- Reading Seneca: Stoic Philosophy at Rome (Oxford University Press 2005), ISBN 978-0-19-925089-9
- Seneca: Selected Philosophical Letters. Translated with an Introduction and Commentary (Clarendon Later Ancient Philosophers). Oxford University Press, Oxford 2007.
- mit James Warren (Hrsg.): Body and Soul in Hellenistic Philosophy. Cambridge University Press, Cambridge 2020
- Later Stoicism 155 BC to AD 200: an introduction and collection of sources in translation. (Cambridge source books in post-Hellenistic philosophy). Cambridge University Press, Cambridge/New York 2022, ISBN 9781107029798. – Rezension von Jacob Klein, Bryn Mawr Classical Review 2025.01.21